# Variko
Variko (in greco Βαρικό?, in bulgaro/slavomacedone: Mokreni, Мокрени) è una ex comunità della Grecia nella periferia della Macedonia occidentale di 698 abitanti secondo i dati del censimento 2001.
È stata soppressa a seguito della riforma amministrativa detta Programma Callicrate in vigore dal gennaio 2011 ed è ora compresa nel comune di Amyntaio.

## Storia
All'inizio del XIX secolo François Pouqueville notò "Mocrena" come uno dei villaggi bulgari nella regione.